# Canton de La Motte-du-Caire
Le canton de Motte-du-Caire est une ancienne division administrative française située dans le département des Alpes-de-Haute-Provence et la région Provence-Alpes-Côte d'Azur.

## Composition
Le canton de Motte-du-Caire regroupait treize communes :
| Nom                           | Code Insee | Intercommunalité        | Population (dernière pop. légale) |
| ----------------------------- | ---------- | ----------------------- | --------------------------------- |
| La Motte-du-Caire (chef-lieu) | 04134      | CC du Sisteronais Buëch | 545 (2014)                        |
| Le Caire                      | 04037      | CC du Sisteronais Buëch | 63 (2014)                         |
| Châteaufort                   | 04050      | CC du Sisteronais Buëch | 28 (2014)                         |
| Clamensane                    | 04057      | CC du Sisteronais Buëch | 178 (2014)                        |
| Claret                        | 04058      | CA Gap-Tallard-Durance  | 255 (2014)                        |
| Curbans                       | 04066      | CA Gap-Tallard-Durance  | 512 (2014)                        |
| Melve                         | 04118      | CC du Sisteronais Buëch | 112 (2014)                        |
| Nibles                        | 04137      | CC du Sisteronais Buëch | 43 (2014)                         |
| Sigoyer                       | 04207      | CC du Sisteronais Buëch | 103 (2014)                        |
| Thèze                         | 04216      | CC du Sisteronais Buëch | 227 (2014)                        |
| Valavoire                     | 04228      | CC du Sisteronais Buëch | 43 (2014)                         |
| Valernes                      | 04231      | CC du Sisteronais Buëch | 255 (2014)                        |
| Vaumeilh                      | 04233      | CC du Sisteronais Buëch | 263 (2014)                        |

## Histoire
À la suite d'un décret du 24 février 2014, le canton va fusionner avec celui de Seyne, fin mars 2015, après les Élections départementales de 2015.

## Administration

### Conseillers généraux de 1833 à 2015
| Période | Période      | Identité                        | Étiquette     | Qualité                                                                                              |
| ------- | ------------ | ------------------------------- | ------------- | --- |
| 1833    | 1856         | Jean-Pierre Honoré Maffren      |               | Notaire, propriétaire, juge de paix à Melve                                                          |
| 1856    | 1871         | François-Louis Chabus           |               | Médecin à Sisteron                                                                                   |
| 1871    | 1878 (décès) | Calixte Donnet (1826-1878)      |               | Homme de lettres, propriétaire à Sigoyer                                                             |
| 1878    | 1889         | Félix Bontoux                   | Républicain   | Maire de Sisteron                                                                                    |
| 1889    | 1895         | François Cougourdan             | Droite        | Notaire à La Motte-du-Caire                                                                          |
| 1895    | 1906 (décès) | Félix Bontoux                   | Républicain   | Député (1881-1885) Maire de Sisteron                                                                 |
| 1906    | 1925         | Martial Massot (1857-1926)      | Républicain   | Notaire à La Motte-du-Caire                                                                          |
| 1925    | 1940         | Marcel Massot Fils du précédent | Rad.          | Avocat à la Cour d'Appel de Paris Député (1936-1942) Plus jeune conseiller général de France en 1925 |
|         |              |                                 |               | |
| 1943    | 1945         | Edouard Clément                 | Radical       | Conseiller d'arrondissement, maire de Vaumeilh Nommé conseiller départemental en 1943                |
|         |              |                                 |               | |
| 1945    | 1981 (décès) | Marcel Massot                   | Rad. puis MRG | Avocat Député (1962-1978)                                                                            |
| 1981    | 2015         | Marcel Clément                  | MRG puis PS   | Enseignant Maire de La Motte-du-Caire Vice-président du Conseil général                              |

### Conseillers d'arrondissement (de 1833 à 1940)
- À partir de 1910, le canton avait deux conseillers d'arrondissement.
- Le canton de La Motte faisait partie de l'arrondissement de Sisteron jusqu'à sa suppression en 1926.

| Période                                  | Période | Identité                           | Étiquette | Qualité |
| ---------------------------------------- | ------- | ---------------------------------- | --------- | --- |
| 1833                                     |         | M. Burle                           |           | Ancien maire de La Motte-du-Caire                                                                           |
| ?                                        |         | Joseph Antoine Bontoux (1776-1849) |           | Négociant, maire de Vaumeilh                                                                                |
|                                          |         |                                    |           | |
| 1883                                     | 1904    | Jacques-Pierre Brunet              |           | Maire de Valernes                                                                                           |
| 1904                                     | 1910    | M. Touche                          | Radical   | Maire de Vaumeilh                                                                                           |
| 1910                                     |         | M. Reymond                         |           | Maire de La Motte-du-Caire                                                                                  |
| 1910                                     |         | M. Rolland                         |           | Maire du Caire                                                                                              |
|                                          |         |                                    |           | |
|                                          | 1940    | Lucien Reynier                     | Radical   | |
|                                          | 1940    | Édouard Clément                    | Radical   | Maire de Vaumeilh                                                                                           |
| 1940                                     |         |                                    |           | Les conseils d'arrondissement ont été suspendus par la loi du 12 octobre 1940 et n'ont jamais été réactivés |
| Les données manquantes sont à compléter. |         |                                    |           | |

## Démographie
| 1990  | 1999  | 2006  | 2011  | 2012  |
| ----- | ----- | ----- | ----- | ----- |
| 1 897 | 2 090 | 2 307 | 2 524 | 2 563 |